# The Man Hunter (1919)
The Man Hunter is een Amerikaanse dramafilm uit 1919 onder regie van Frank Lloyd. De film is wellicht zoekgeraakt.

## Verhaal
Het leven van George Arnold wordt verwoest door toedoen van Henry Benton. Hij is van plan zich te wreken op Henry. Hij achtervolgt hem op zijn reis langs twee werelddelen en een oceaan. Wanneer zijn schip zinkt, spoelt George samen met zijn aartsvijand Henry en een mooie vrouw aan op een onbewoond eiland.

## Rolverdeling
| Acteur          | Personage      |
| --------------- | -------------- |
| William Farnum  | George Arnold  |
| Louise Lovely   | Helen Garfield |
| Charles Clary   | Henry Benton   |
| Marc B. Robbins | Joseph Carlin  |
| Leatrice Joy    | Florence       |